# 宝龙集团
宝龙集团即上海宝龙实业发展（集团）有限公司，1990年在澳门成立，涵盖地产、商业、酒店、文化艺术等多元产业。目前集团总资产超两千亿元，有员工万余名。公司创始人、宝龙集团董事局主席为许健康。总部位于上海闵行区新镇路1399号宝龙大厦。

## 简介
宝龙集团自1992年开始投资中国大陆，在厦门创办了“宝龙房地产发展有限公司”。
2003年起宝龙地产专注开发运营综合性商业地产项目，2009年在香港上市（股票代码：HK.1238），有宝龙一城、宝龙城、宝龙广场三大产品系列，至今打造了近300个物业项目。
2007年起宝龙商业向零售商业物业的开发商、租户及业主提供商业运营服务，2019年在香港上市（股票代码：HK.9909）。有「宝龙一城」、「宝龙城」、「宝龙广场」、「宝龙天地」四个品牌。已签约商业管理面积超1500万平米，已签约住宅物业管理面积超3000万平米。
宝龙酒店与多家国际酒店集团合作，以宝龙冠名W、艾美、铂尔曼、丽笙、丽筠、温德姆至尊豪廷、福朋喜来登等品牌。并自创艺术品牌“艺珺”、“艺悦·精选”和“艺悦”等自营连锁酒店。目前已开业运营21家酒店，超过5,046间客房。